# Hamlin (Virginia Occidentale)
Hamlin è una città degli Stati Uniti d'America, situata nello Stato della Virginia Occidentale e in particolare nella Contea di Lincoln (di cui è anche il capoluogo). Hamlin fa parte dell'area metropolitana di Huntington-Ashland-Ironton.

## Storia
La città, chiamata così in onore del vescovo Leonidas Lent Hamline della chiesa metodista, fu fondata nel 1833 dall'assemblea generale della Virginia.